# Bollklubben Support
Bollkubben Support (BKS) är Halmstads BK:s officiella supporterklubb. Den hette tidigare Blue Force och Kvastarna, men bytte namn inför 2009 års säsong till Bollklubben Support. Sedan starten 1995 har medlemsantalet svängt både upp och ner mellan 35 medlemmar och över 500 som mest. BKS är tillsammans med HBK-Ringen och Gamla Bollklubbare de officiella supportersamarbetspartnerna för HBK. BKS riktar sig till medlemmar som vill leva ut sitt supporterskap på läktaren, både verbalt och visuellt.

## Ordförande
- Peter Sandin, 1995
- Daniel Aresu, 1996–1997
- Lasse Brink, 1998–2002
- Andreas Brag, 2003–2008
- Jesper Uhlén, 2009–2014
- Samuel Andersson, 2015–2017
- Lowe Garpenblad, 2018–2019
- Jesper Uhlén, 2020-2021
- Erik Andersson, 2022-